# Чамп де Виње (Долина Аосте)
Чамп де Виње је насеље у Италији у округу Долина Аосте, региону Долина Аосте.
Према процени из 2011. у насељу је живело 33 становника. Насеље се налази на надморској висини од 563 м.